# Heliocypha fenestrata
Rhinocypha fenestrata
Espèce
Heliocypha fenestrata est une espèce d'insectes de l'ordre des odonates (libellules), du sous-ordre des Zygoptera (demoiselles), de la famille des Chlorocyphidae et du genre Heliocypha.

## Répartition
Heliocypha fenestrata se rencontre en Indonésie sur les îles de Java et de Bali dont elle est endémique.

## Habitat
Heliocypha fenestrata apprécie les ruisseaux aux eaux claires s'écoulant sous les arbres où l'intensité lumineuse est modérée.

## Description
Heliocypha fenestrata est une demoiselle dont l'abdomen mesure environ 21 mm chez le mâle et environ 19 mm chez la femelle pour des ailes très étroites avec un nodus plus rapproché de la base que du ptérostigma dont les postérieures mesurent environ 24 mm chez le mâle et environ 25 à 29 mm chez la femelle.

### Description du mâle
La tête présente un point roussâtre de chaque côté, un autre de chaque côté en arrière des ocelles et un cinquième entre ces derniers. Le milieu des trois lobes de la lèvre inférieure est jaunâtre ou tacheté de jaunâtre.
Le corps est noir à noir bronze. Le lobe postérieur du prothorax est roussâtre et légèrement bordé de noir avec une tache latérale jaunâtre sur le lobe médian qui est noir. Le tiers antérieur de l'arête mésothoracique est dilaté en triangle formant une tache rousse angulaire. Le thorax présente trois taches orangées sur le dessus formant deux larges bandes rousses antéhumérales et une fine ligne humérale potentiellement bleuâtre. Les côtés présentent des lignes verdâtres ou bleuâtres. Le dessous du thorax est noir avec des taches rousses.
La seconde moitié ou les trois cinquièmes des ailes est sombre. Le bord postérieur et les extrémités sont plus clairs chatoyants. La partie brune des ailes postérieures est marquée de deux séries transverses de taches vitrées. La première , médiane et courbée, est constituée de deux à trois taches. La seconde est constituée de trois taches parfois réunies un peu avant le ptérostigma. Le ptérostigma est allongé et noir,.
Les pattes sont noires avec l'intérieur des quatre tibias et fémurs postérieurs jaunâtre pâle à blanc pulvérulent.
Les sept premiers segments de l'abdomen présentent un gros point latéral postérieur bleuâtre qui occupe tout le côté du premier segment et qui est précédé sur le second d'une tache longitudinale. Les second et troisième segments arborent un trait bleuâtre long placé latéralement en dessous des taches. Le dixième segment est un peu échancré au milieu et plus court que les appendices anaux supérieurs. Les appendices anaux supérieurs sont minces, cylindriques et semi-circulaires. Les inférieurs sont moitié plus courts, un peu écartés et courbés en dedans.

### Description de la femelle
La tête est brun noirâtre et un peu roussâtre avec deux marques sur la lèvre supérieure, une à chaque coin de la bouche et une en avant de l'épistome. L'épistome présente sur sa partie supérieure plane une grande tache médiane et une latérale de chaque côté. Deux taches rapprochées sont présentes sur le front ainsi que quatre points autour des ocelles, un point de chaque côté de l'occiput et une marque sur son bord médian.
Le corps est brun noirâtre plus clair sur l'abdomen. Le prothorax et le thorax sont tachés de jaune avec une tache à la base du prothorax, une tache de chaque côté au milieu et trois taches, dont une dorsale, sur le lobe postérieur. L'arête mésothoracique est également finement marquée. Sont également présentes, une raie antéhumérale plus large vers l'avant qui n'atteint pas vers l'arrière les sinus antéalaires, une très fine ligne sur la suture humérale qui ne descend pas jusqu'en bas, une très large bande entre les deux premières sutures latérales, une bande analogue entre la seconde suture latérale et le bord postérieur séparé de la précédente par la ligne noirâtre de la suture, et enfin, de grandes taches ternes sur le dessous.
Les ailes sont hyalines, de couleur jaune verdâtre délavé surtout vers la base et avec la réticulation d'un brun roussâtre. Le ptérostigma est jaunâtre pâle avec son premier tiers et son extrémité gris brun.
L'abdomen est marqué de jaune avec une fine arête dorsale sur les second, troisième et quatrième segments interrompue aux articulations et réapparaissant sur les segments 8 et 9 qui présentent un point jaune à leur extrémité. Les côtés du premier segment sont jaunes, ceux des cinq suivants présentent une raie latérale divisée en deux taches dont la postérieure est très petite en forme de petit point rond tandis que l'antérieure disparaît graduellement sur les segments 5 et 6. Les appendices anaux sont bruns, minces et écartés, très pointus de deux fois la longueur du dixième segment.
Les pattes sont brun foncé à l'extérieur et brun clair à l'intérieur.

## Systématique
L'espèce Heliocypha fenestrata a été décrite par l'entomologiste allemand Hermann Burmeister en 1839 sous le protonyme Calopteryx fenestrata,. La paternité de cette espèce est parfois attribuée à Christian Rudolph Wilhelm Wiedemann, qui semble avoir nommé l'espèce en étudiant la collection de Wilhelm von Winthem mais sans la décrire .

### Espèce semblable
Heliocypha fenestrata est assez proche d'Heliocypha perforata.

### Publication originale
- (de) Burmeister, H. 1839. Handbuch der Entomologie, Vol. II. Berlin[6].

### Sous-espèces
- Heliocypha fenestrata fenestrata (Burmeister, 1839)[1],[8]
- Heliocypha fenestrata cornelii (Lieftinck, 1947)[1],[8]

### Synonymes
- Calopteryx fenestrata Burmeister, 1839 (protonyme)[1],[8]
- Rhinocypha vitrella Rambur, 1842[1],[8]
- Rhinocypha infumata Rambur, 1842[1],[8]